# محمد العوضي
محمد بن إبراهيم العوضي (5 يناير 1959 -)، داعية كويتي ومفكر إسلامي (ولد في 1959، الكويت) نشط في مجال تعزيز الأخلاق ونشر الدين الإسلامي وخصوصاً لدى الشباب. المشرف العام على مؤسسة ركاز لتعزيز الأخلاق، وعضو الهيئة التأسيسية الهيئة الإسلامية العالمية للإعلام لرابطة العالم الإسلامي في مكة المكرمة، والرئيس التنفيذي لمركز رواسخ لمواجهة النوازل العقدية.

## ظهوره الإعلامي
اشتهر بتقديم وإعداد برنامج بيني وبينكم (برنامج) على تلفزيون الرأي الكويتي وقناة اقرأ، وهو برنامج اجتماعي ديني يتناول أمور قرآنية وإسلامية بأسلوب سلس وهادف. كما يطرح قضايا تهم المجتمع ويعالج مشاكل اجتماعية منتشرة من منطلق ديني إسلامي. البرنامج حقق نجاحا باهرا بفضل أسلوب محمد العوضي المحبب لدى المشاهدين وتواصله الدائم معهم. كما قام أيضا بتقديم برنامج وزدني علما عن الإعجاز العلمي في القرآن الكريم باستضافته للدكتور صبري الدمرداش.

## مؤهلاته العلمية
خريج جامعة الكويت كلية التربية قسم المناهج وطرق التدريس تخصص الدراسات الإسلامية
- تخرج في كلية المعلمين في الكويت عام 1981.
- ثم في كلية التربية في جامعة الكويت عام 1986.
- حصل على الماجستير من جامعة أم القرى في مكة المكرمة عام 1992 حول موضوع «نقد التصوف الفلسفي».
- وحصل علي رسالة الدكتوراه من جامعة أم القرى أيضا حول «أطروحات التوفيقيين حول قضايا المرأة بين العلمانية والإسلام».
- صحفي وكاتب في العديد من الصحف والمجلات
- مدرس في الهيئة العامة للتعليم التطبيقي والتدريب في دولة الكويت
- صحفي وكاتب في العديد من الصحف والمجلات
- دكتوراه في العقيدة والدعوة من جامعة أم القرى بمكة المكرمة تناول فيها شبهات العلمانين حول المرأة المسلمة.[2]
- ماجستير في العقيدة والدعوة دراسة حول التصوف الفلسفي.[2]
- بكالوريوس تربية (دراسات إسلامية والأدب العربي) جامعة الكويت.[2]
- أستاذ مساعد في كلية التربية الأساسية قسم الدراسات الإسلامية - الكويت.[2]
- عضو مؤسس في الهئية العالمية للإعلام التابعة لرابطة العالم الأسلامي.[2]
- كاتب زاوية في الصفحة الأخيرة لصحيفة الراي الكويتية.[2]
- مستشار ثقافي سابق في وزارة الأوقاف والشؤون الإسلامية.[2]